# Singonegaran (Banyuwangi)
Singonegaran is een bestuurslaag in het regentschap Banyuwangi van de provincie Oost-Java, Indonesië. Singonegaran telt 5184 inwoners (volkstelling 2010).